# Patiño (A-14)
Il Patiño (A-14) e una nave da rifornimento appartenente alla Armada Española. Porta il nome del ministro della Marina José Patiño Rosales, che ricoprì tale incarico al tempo di re Felipe V e fu un riformatore della Armada. Il progetto di questa unità fu avviato in collaborazione con la marina reale olandese che acquistò una unità gemella, la Amsterdam (A-836).

## Storia
In collaborazione con la marina reale olandese la Armada Española avviò la costruzione di un rifornitore di squadra denominato Patiño, sigla ottica A-14, la cui costruzione venne ordinata al cantiere navale Navantia il 26 dicembre 1991, sulla base del progetto AP 21 esclusivamente spagnolo. La nave fu impostata a Ferrol, in Galizia, e varata il 22 giugno 1994, entrando in servizio nella Marina spagnola il 16 giugno 1995.

## Descrizione tecnica

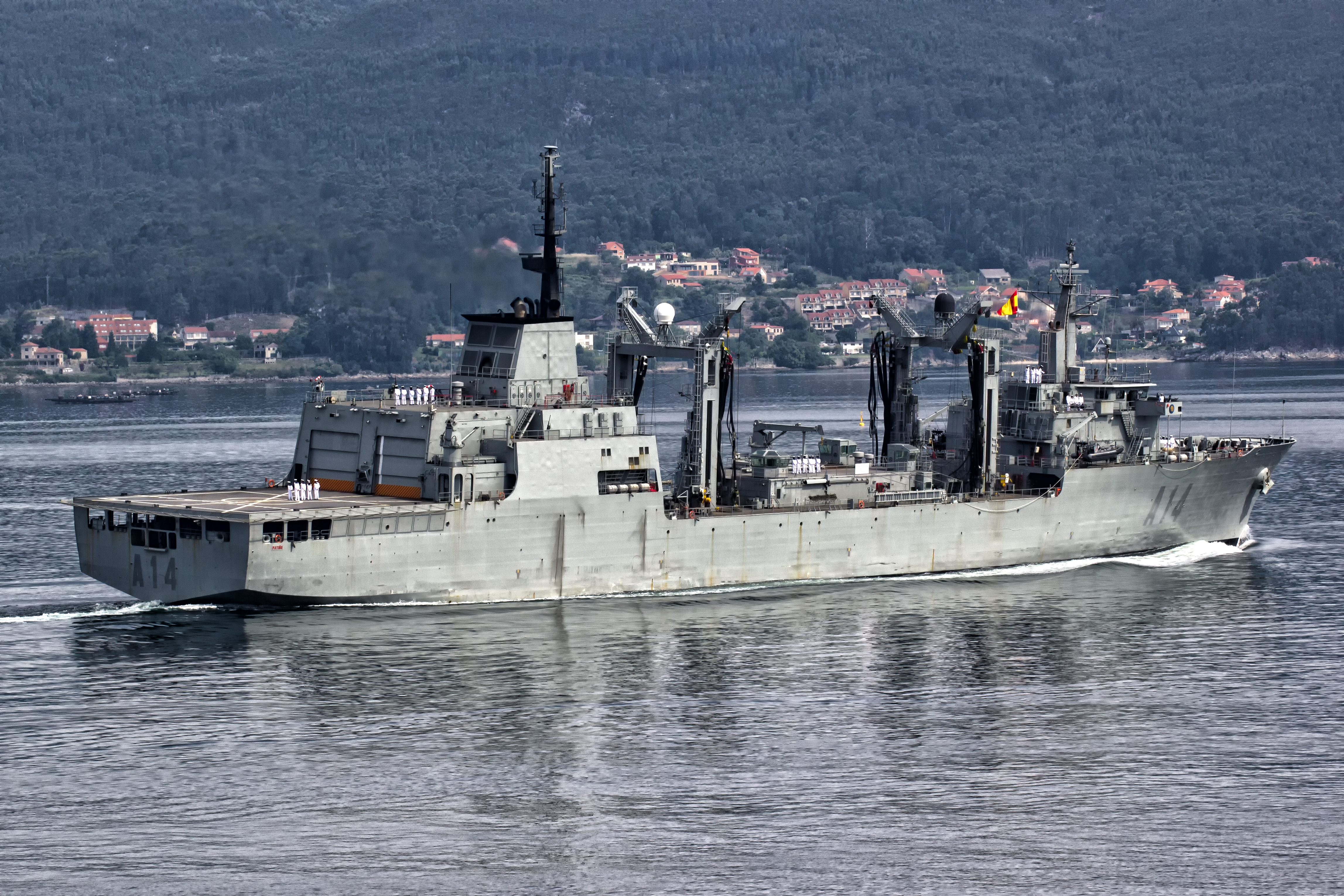
Vista di poppa del rifornitore di squadra Patino.

La Patiño ha un dislocamento di 17.045 tonnellate, e lunga 166 metri, larga 22 metri e ha un pescaggio di 8.00 metri, ed è stata costruita secondo gli standard delle unità della marina mercantile, ma sono presenti sistemi militari per contrastare i danni da attacchi nucleari, biologici e chimici.
L'apparato propulsivo è composto da due motori diesel Navantia/Burmeister & Wain 16V40/45 della potenza di 17.897 kilowatt (24.000 CV), azionanti una singola elica a passo regolabile  a cinque pale. La velocità massima raggiungibile e di 20 nodi, mentre l'autonomia e di 13.450 miglia nautiche (24.909 km; 15.478 mi) a 20 nodi. Il Patiño è equipaggiato con tre radar di navigazione, ricerca di superficie e di controllo dell'elicottero operanti in banda I. La gestione delle comunicazioni navali avviene tramite il sistema integrato di controllo delle comunicazioni (ICCS di terza generazione) della portoghese EID. Le apparecchiature di contromisure presenti a bordo della Patiño includono quattro lanciatori per chaff/flares Loral Hycor SRBOC Mk 36, lanciatori a sei canne Lockheed Martin Sippican per esche e flares a infrarossi, un sistema di inganno e deviazione per missili antinave in arrivo a una distanza di 4 chilometri; un sistema di inganno per siluri rimorchiato Argon ST AN/SLQ-25A Nixie. Le due unità trainate emettono segnali acustici da un trasmettitore di bordo. La nave è inoltre dotata di un sistema Electronic Support Measures/Electronic Countermeasures (ESM/ECM) Indra Aldebaran. La nave può trasportare 300 fanti di marina su brevi distanze, o essere riconvertita in nave ospedale. La capacità di carico è pari a 6700 t di combustibile, e dispone di cinque stazioni di rifornimento, due a babordo, due a tribordo, e una a poppa. Inoltre può trasportare 1.660 tonnellate di combustibile avio JP5, 200 tonnellate di acqua dolce, 100 tonnellate di alimenti (sia secchi, che in frigo o congelati), 25 tonnellate di sonoboe, 20 tonnellate di munizioni, e 9 di ricambi.
L'armamento presente a bordo include due cannoni Oerlikon calibro 20/90 mm, e due sistemi CIWS Izar FABA Systems Meroka calibro 20/120 mm. I cannoni hanno una cadenza di fuoco di 1.440 colpi al minuto e una portata fino a 2.000 metri. Il CIWS Meroka include una telecamera a infrarossi e un sistema video di auto-tracciamento. Il ponte di volo a poppa di 490 m², dotato di hangar, può supportare le operazioni di volo di tre elicotteri medi Sikosky SH-3D Sea King . Tuttavia, la nave può trasportare un massimo di due SH-3D Sea King e tre elicotteri Agusta-Bell AB-212 contemporaneamente. L'equipaggio e composto da 148 tra ufficiali, sottufficiali e marinai, e vi sono ulteriori 20 cuccette di riserva. Il personale di complemento dell'aviazione e di 19 persone, escluse nel numero complessivo dell'equipaggio.

## Attività operativa

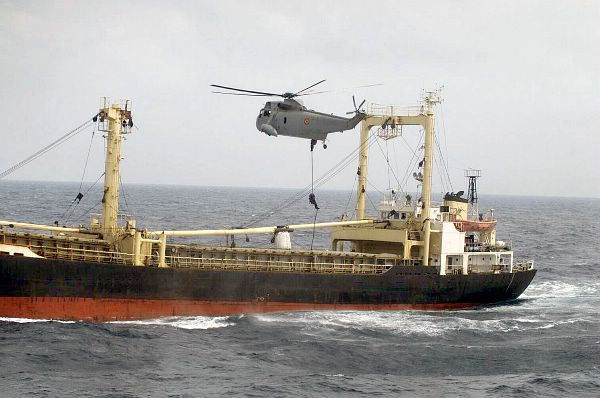
Un momento dell'assalto alla nave mercantile So San nel 2002.

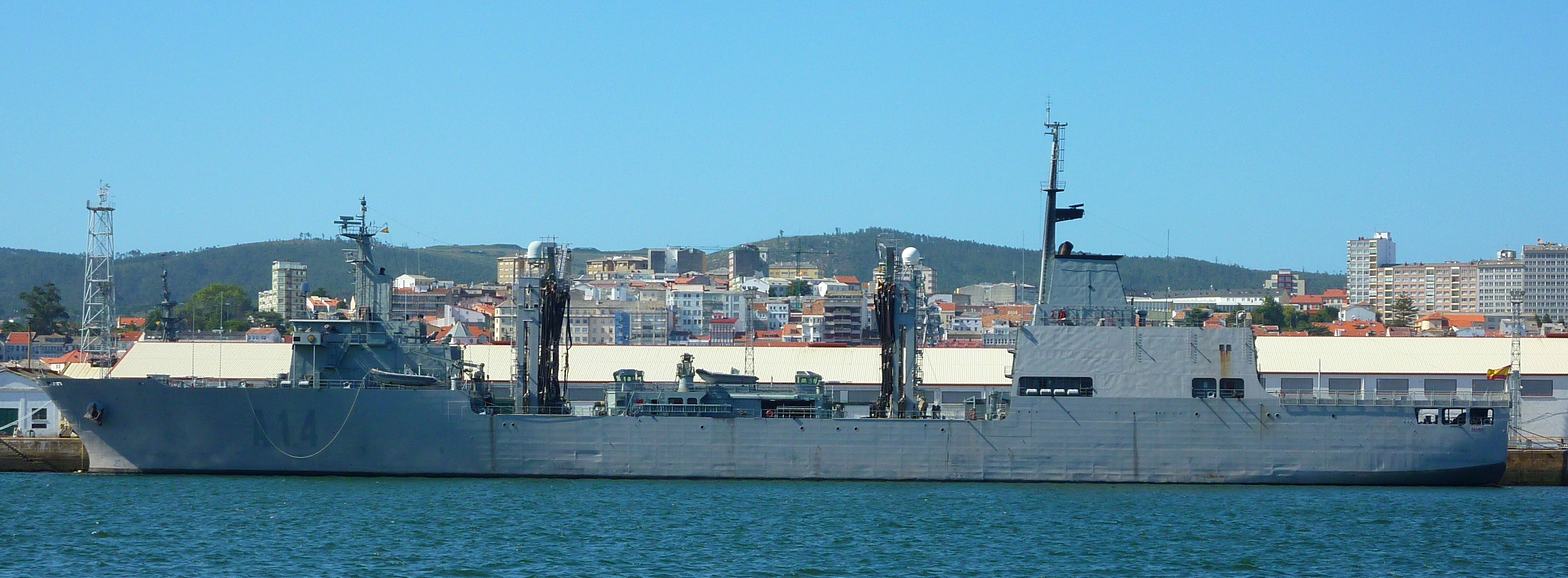
All'ormeggio presso la base navale di Ferrol nel 2009.

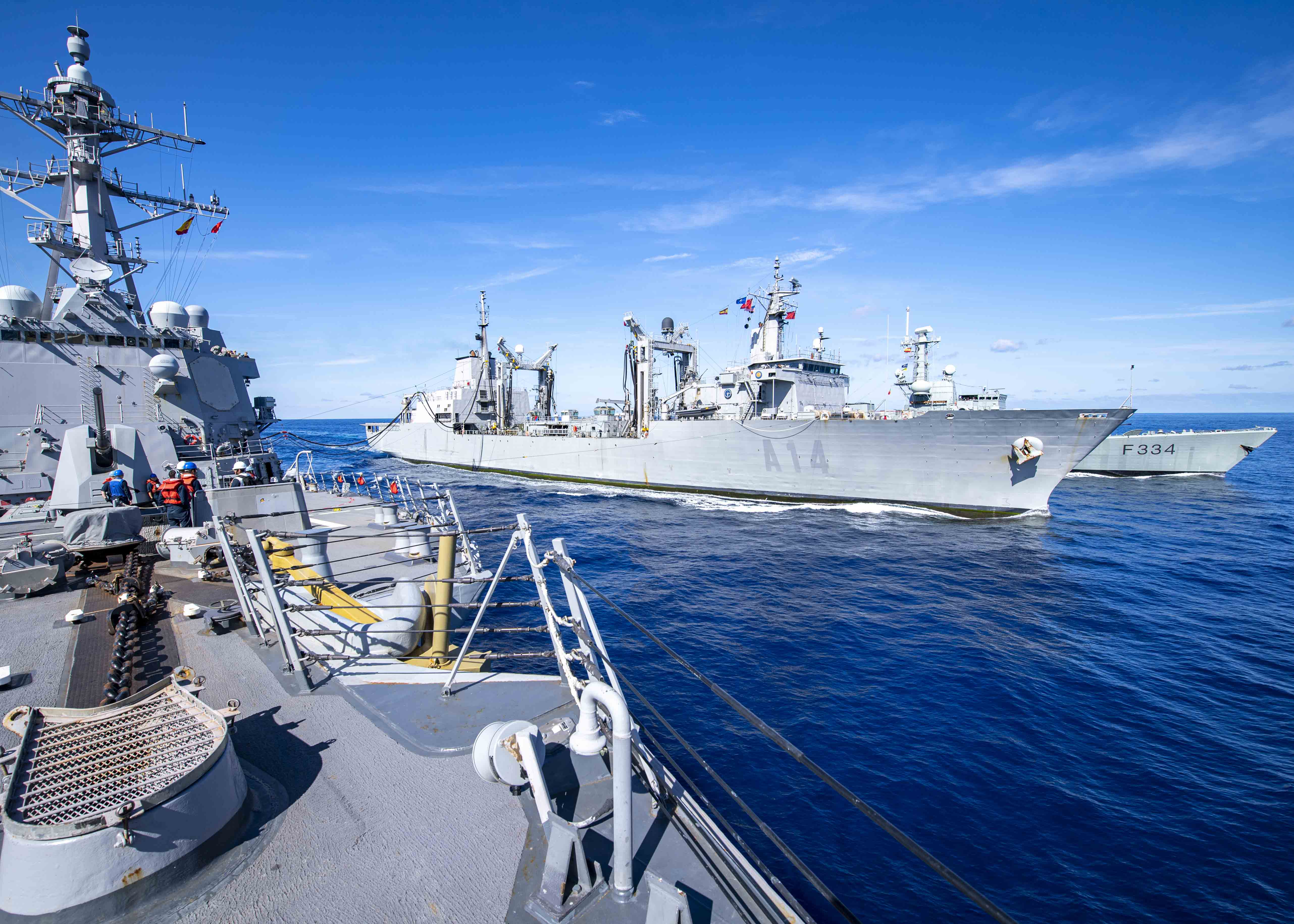
La Patiño (A-14) rifornisce il cacciatorpediniere USS Gridley (DDG-101) e la fregata portoghese NRP D. Francisco de Almeida (F334) in navigazione nell'Oceano Atlantico il 17 ottobre 2019.

Nel 1996 la Patiño ha partecipato all'Operazione Sharp Guard, una missione congiunta tra l'Unione dell'Europa Occidentale e la NATO per sostenere l'applicazione dell'embargo commerciale contro l'ex Jugoslavia. Nel 1998 la Patiño ha partecipato all'Operazione Allied Action durante la guerra del Kosovo. Il rifornitore di squadra Patiño è stato coinvolto in una lunga serie di esercitazioni navali internazionali quali Joint Warrior e Seattle Mariner ed ha anche navigato come parte del Standing NATO Maritime Group 1
(SNMG1) e Standing NATO Maritime Group 2 (SNMG2).
Nel 2002 Patiño, e la fregata lanciamissili Navarra, hanno preso parte all'Operazione Enduring Freedom. Agendo su informazioni dell'intelligence statunitense, le navi spagnole hanno intercettato la nave mercantile So San il 9 dicembre e la hanno abbordata che il capitano della nave ha risposto negativamente all richiesta di fermarsi. I marines spagnoli sono saliti a bordo della nave a 960 km a est del Corno d'Africa e hanno scoperto la presenza di 15 missili balistici Scud e di sostanze chimiche a duplice uso nascosti sotto sacchi di cemento. Quindi il So San aveva lasciato la Corea del Nord con le armi dirette nello Yemen. Dopo la protesta yemenita per il sequestro della nave, che sosteneva che la consegna delle armi era legale ai sensi della legge vigente, il So San fu rilasciato e completò il suo viaggio.
Nell'ambito della missione di sicurezza dell'Unione Europea Atalanta il Patiño  è stato schierato come nave ammiraglia della NAVFOR, una missione multinazionale per la protezione delle navi, pattugliamento della acque della regione e delle rotte marittime al largo delle coste della Somalia.
L'8 dicembre 2010 la Patiño è arrivata al largo della Somalia ed è diventata nave ammiraglia dell'operazione sotto gli ordini del contrammiraglio Juan Rodriguez il 14 dicembre, ricoprendo tale ruolo  fino al 21 gennaio 2011.
Entro la fine del novembre 2011 la nave è ritornata nell'Oceano Indiano per fare il suo secondo tour nell'Operazione Atalanta, operando con altre navi dell'operazione trasportando petrolio e altri rifornimenti ed ha anche scortato navi mercantili con aiuti umanitari dirette in Somalia.
La mattina del 12 gennaio 2012 la Patiño è stata attaccata dai pirati somali, apparentemente presumendo che la nave fosse solo una nave mercantile. l'attacco dei pirati venne respinto e uno dei suoi elicotteri inseguì gli aggressori catturandone sei mentre un altro rimase ucciso. La Patiño stava scortando una nave che trasportava aiuti alimentari in Somalia per il Programma alimentare mondiale.
Nel 2015 i governi canadese e spagnolo hanno concluso un accordo per cui Patiño e Cantabria  sarebbero state schierate con le forze navali canadesi nell'Oceano Atlantico come nave da rifornimento nel corso del 2016. Ciò sarebbe stato fatto principalmente per compiere missioni di addestramento. La Patiño sarebbe stato posta a disposizione della Royal Canadian Navy da gennaio a marzo 2016.
La nave ha operato con la Royal Canadian Navy a partire dal 12 febbraio 2016 per due mesi. ed è ritornata in Spagna il 30 marzo 2016.
A partire dal 1º settembre la Patiño si è rischierata con la Royal Canadian Navy per 79 giorni, tornando a Ferrol il 18 novembre.
Nell'aprile 2021 una commissione della Marinha Portuguesa ha valutato la nave a Ferrol per una possibile acquisizione in vista della sostituzione della NRP Bérrio (A-5210), che è stata radiata il 1 luglio 2020 dopo aver subito un guasto irreparabile ai suoi motori.

### Fonti
1. 1 2 3 4 5  Naval Technology.
2. 1 2 3 4  University of Cambridge.
3. 1 2 3 4 5 6 7  Saunders 2009, p. 755.
4. ↑  Foster, Cimbala 2005, p. 132.
5. ↑  (ES) Andrés Vellón, Defensa subraya la capacidad del "Patiño", con base en Ferrol, su La Voz de Galicia, 29 gennaio 2015. URL consultato il 18 febbraio 2018.
6. ↑  (EN) N Korea condemns US 'piracy', su BBC News, British Broadcasting Corporation, 13 dicembre 2002. URL consultato il 18 febbraio 2018.
7. ↑  (EN) In pictures: Missile ship seized, su BBC News, British Broadcasting Corporation, 11 dicembre 2002. URL consultato il 18 febbraio 2018.
8. ↑  Guilfoyle 2009, p. 234.
9. ↑  (ES) El BAC Patiño de la Armada navega rumbo a la operación Atlanta en el Índico, su infodefensa.com, 11 novembre 2017. URL consultato il 18 febbraio 2018.
10. ↑   Navfor, EUNAVFOR welcomes the Spanish Combat Replenishment Ship SPS PATINO, su eunavfor.eu, 9 dicembre 2010 (archiviato dall'url originale il 9 ottobre 2011).
11. ↑  (EN) NAVFOR, EU NAVFOR thanks SPS PATIÑO after one and a half months of operation, su eunavfor.eu, 24 gennaio 2011. URL consultato il 12 gennaio 2012 (archiviato dall'url originale il 1º febbraio 2011).
12. ↑  (EN) Pirates attack Spanish navy ship off Somalia, prompting gunbattle and helicopter chase [collegamento interrotto], su Associated Press, The Washington Post, 12 gennaio 2012.
13. ↑  (EN) David Pugliese, Royal Canadian Navy prepares for Spanish supply ship Patiño in late January on east coast, su Ottawa Citizen, 9 dicembre 2015. URL consultato il 14 dicembre 2015.
14. ↑  (EN) Spanish Navy replenishment vessel arriving in Halifax, su Chronicle Herald, 11 febbraio 2016. URL consultato il 12 febbraio 2016.
15. ↑  (EN) David Pugliese, Spanish supply ship back home, second ship expected in the fall to support RCN, su Ottawa Citizen, 30 marzo 2016. URL consultato il 3 aprile 2016.
16. ↑  (EN) David Pugliese, Spanish supply ship back on east coast to help Royal Canadian Navy, su Ottawa Citizen, 8 settembre 2016. URL consultato il 10 settembre 2016.
17. ↑  (ES) La Marina de Portugal evalúa la compra del buque de aprovisionamiento de combate "BAC" Patiño de la Armada Española, su Defensa, 28 aprile  2021.